# مگس‌های درنای شبح
مگس‌های درنای شبح (نام علمی: Ptychopteridae) نام یک تیره از زیرراسته نخ‌شاخکان است.